# Tardguec Francisco Ferrer
Tardguec Francisco Ferrer (Villa Berthet,Provincia del Chaco, 1953-2017) fue un escultor en madera y alfarero de las etnias qom (Pueblo toba), moqoit (Mocovíes) y criolla-española, que se desempeñó como profesor de escultura, gestor cultural y jurado en certámenes de artesanías en madera.

## Biografía
Tardguec Francisco Ferrer nació en Villa Berthet, Chaco, el 30 de enero de 1953. Comenzó su actividad plástica en 1980 con una beca de la Subsecretaría de Cultura del Chaco, y se perfeccionó en escultura en madera en Buenos Aires. Realizó numerosas exposiciones de escultura a nivel provincial y nacional, de las cuales seis fueron individuales. En 1992 obtuvo el segundo premio en el Encuentro Nacional de Esculturas en Madera, entre otros 13 premios y 41 distinciones que obtuvo en su carrera. Representó en distintos momentos tanto a su provincia como a su país en certámenes de artesanía en madera.
Fue designado interventor en el Instituto del Aborigen Chaqueño entre 1992 y 1993. Ocupó el puesto de Director de Cultura Indígena y responsable del Departamento de Artesanías y Arte Popular del Instituto de Cultura del Chaco hasta la fecha de su muerte en 2017, y funcionó como asesor del Centro Cultural Marechal. Durante su carrera como gestor cultural, promovió y ayudó a organizar la Feria de Artesanía de Quitilipi, iniciada por René James Sotelo, que luego sería organizada por miembros del Museo René James Sotelo y la municipalidad de Quitilipi y más adelante coordinaría actividades en conjunto con los Ministerios de Turismo y Cultura de Nación y el Instituto de Turismo del Chaco.

## Premios y reconocimientos
Obtuvo el segundo premio en el Encuentro Nacional de Escultura en Madera, realizado en julio de 1992 en la Plaza 25 de Mayo de Resistencia, por su obra "Destrucción del Edén".
El 7 de julio de 1993, fue nombrado “Amigo Ilustre por su aporte al Arte”, por la Asociación de Escultores del Chaco.
El Encuentro de Talladores que se lleva a cabo junto a la Feria de Artesanías de Quitilipi adoptó el nombre de "Francisco Ferrer" tras su muerte y por voto unánime del Foro de Artesanos.

## Obras
- Libro Corazón de piedra: relatos sin tiempo (2020).[1]
- Escultura en madera “Deconstrucción del Edén” (1992).[1][4]